# Luci Decidi Saxa
Luci Decidi Saxa (en llatí Lucius Decidius Saxa) va ser un militar d'origen celtiber.
Fou un soldat de Juli Cèsar que va arribar a oficial. Segons Ciceró inicialment no tenia la ciutadania romana i va servir amb Cèsar a Hispània contra els legats de Gneu Pompeu el 49 aC; va romandre a Hispània fins al final de la guerra contra els fills de Pompeu el 45 aC; llavors va anar a Roma amb Cèsar i fou nomenat tribú de la plebs per l'any 44 aC.
Després de l'assassinat de Cèsar, Saxa va prendre part activa en les lluites en suport dels amics del seu patró i fou seguidor de Marc Antoni amb el que va servir com a centurió al setge de Mutina. El 42 aC fou enviat junt amb Norbà a Macedònia, amb vuit legions i van prendre possessió dels passos de muntanya prop de Filips per aturar la marxa de Brut i Cassi, però aquestos van arribar per un altre camí.
Saxa i Norbà van retornar cap a Amfípolis i es van posar a la defensiva, ja que les forces enemigues eren superiors. A la mort de Brut i Cassi, Saxa va acompanyar a Marc Antoni a Orient i fou nomenat governador de Síria (41 aC); no gaire després el país fou envaït pel general renegat Labiè (40 aC) amb un exèrcit part; Saxa fou derrotat i va haver de fugir mentre els seus soldats es passaven a Labiè.
Saxa es va dirigir a Antioquia de l'Orontes però assabentat que Apamea ja havia caigut en mans dels parts no va gosar entrar a la capital siriana i va seguir cap a Cilícia, però abans d'arribar fou atrapat per les tropes de Labiè i executat.